# Italienska Eritrea

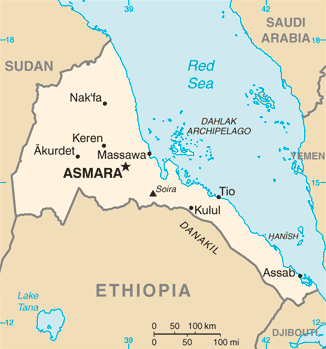
Italienska Eritrea

Italienska Eritrea var Italiens första koloni. Den skapades 1890 efter att de första italienarna bosatt sig i området 1882 runt Assab och fanns officiellt fram till 1936 då de italienska besittningarna vid Afrikas horn slogs samman i Italienska Östafrika.
Eritrea skapades som en italiensk koloni den 1 januari 1890 efter att den dåvarande kejsaren Yohannes IV dött i slaget vid Matemma. Italien drev från 1890 en aggressiv expansionspolitik i Eritrea. 
Fascistregimen under Mussolini uppmuntrade till immigration av italienska kolonister eftersom målet var att skapa ett italienskt imperium med Asmara som huvudstad. Italienska språket blev ett officiellt språk och var under perioden obligatorisk i skolundervisningen i Eritrea. Användandet och inflytandet av det italienska språket började successivt avta efter kolonialtiden. 
Italienskan är i nuvarande Eritrea ett inofficiellt språk trots att det största språket i Eritrea tigrinska har inslag av det italienska språket. 
År 1941 hade Eritrea omkring 760 000 invånare varav 70 000 italienska kolonister.
Under det italienska styret var Asmara den afrikanska stad med störst antal italienska invånare. Detta har påverkat stadens arkitektur och många gator och platser har fortfarande italienska namn.
Under andra världskriget besattes kolonin 1941 av brittiska styrkor och hamnade under brittisk administration. År 1952 ingick Eritrea i en federation med Etiopien.

## Bakgrund
Under slutet på 1800-talet började de europeiska makterna dela upp Afrika mellan sig. Efter Suezkanalens öppnande kom det italienska rederibolaget Rubattino till södra Eritrea och köpte en bit land runt byn Assab.  De ville bygga en hamn längs vad som skulle bli en av världens viktigaste sjöfartsleder till gagn for hela världens (men främst Italiens) handelsflottor. Det italienska kungahuset och regeringen stödde företaget och efter att ha köpt upp bolaget Rubattinos besittningar i området satte Italiens regering igång med att expandera sina besittningar längs hela Eritreas kust. 1885 hissades den italienska flaggan i staden Massawa, en åtgärd som stöddes av britterna. Detta var det första steget i ett försök av Storbritannien att kontrollera Frankrikes ambitioner vid Röda havet.
Året innan räddade den Abessinska armén under ledning av Ras Alula (Prinsen av Eritrea) den egyptiska armén från förintelse i Sudan. Britterna bad kejsaren rädda deras egyptiska undersåtar och gick med på att lämna över staden Massawa till Abessinien, ett avtal britterna sedan svek. 1887–1889 stod flera mindre slag mellan italienarna och Abessinierna. Precis när kejsaren tillsammans med en armé på 80 000 man var beredd att anfalla italienarna, kom nyheter om en sudanesisk attack längre söderut. Kejsaren beordrade en av de södra arméerna att möta fienderna vilket slutade i nederlag. I all hast begav sig Yohannes IV söderut med planer att ta hand om italienarna vid ett senare tillfälle, men kejsaren dog under striderna med sudaneserna. Den nya kejsaren Menelik II, en rival till Yohannes IV, tillät 1889 italienarna att kontrollera de områden i norra Etiopien som motsvarar dagens Eritrea.

## Guvernörer
- Baldassarre Orero från januari 1890 till juni 1890
- Antonio Gandolfi från juni 1890 till februari 1892
- Oreste Baratieri från februari 1892 till februari 1896
- Antonio Baldissera från februari 1896 till december 1897
- Ferdinando Martini från februari 1897 till mars 1907
- Giuseppe Salvago Raggi från mars 1907 till augusti 1915
- Giovanni Cerrina Feroni från augusti 1915 till september 1916
- Giacomo De Martino från september 1916 till juli 1919
- Camillo De Camillis från juli 1919 till november 1920
- Ludovico Pollera från november 1920 till april 1921
- Giovanni Cerrina Feroni från april 1921 till juni 1923
- Giacopo Gasparini från juni 1923 till juni 1928
- Corrado Zoli från juni 1928 till juli 1930
- Riccardo Di Lucchesi från juli 1930 till januari 1935
- Emilio De Bono från januari 1935 till november 1935
- Pietro Badoglio från november 1935 till maj 1936

### Fotnoter
1. ↑  Encyclopaedia Britannica; Eritrea summary
2. ↑  Tesfagiorgis, Gebre Hiwet (1993). Emergent Eritrea: challenges of economic development. The Red Sea Press. sid. 111. ISBN 0-932415-91-1. http://books.google.com/books?id=iuCBNoOpQyEC&pg=PA111
3. ↑  Store norske leksikon; Asmara
4. ↑  Encyclopaedia Britannica; Federation with Ethiopia
5. 1 2  Dag Leraand. Store norske leksikon, snl.no, "Eritrea – historie", läst 16 september 2010
6. ↑  Arnaldo Mauri, Eritrea's early stages in monetary and banking development, International Review of Economics, Vol. 51, n. 4, pp. 547-569.
7. ↑  ”HISTORY OF ERITREA”. www.historyworld.net. Arkiverad från originalet den 11 november 2021. https://web.archive.org/web/20211111195208/http://www.historyworld.net/wrldhis/PlainTextHistories.asp?historyid=ad18. Läst 10 december 2021.